# Okręg Charolles
Okręg Charolles (fr. Arrondissement de Charolles) – okręg we wschodniej Francji. Populacja wynosi 102 tysiące.

## Podział administracyjny
W skład okręgu wchodzą następujące kantony:
- Bourbon-Lancy,
- Charolles,
- Chauffailles,
- Digoin,
- Gueugnon,
- La Clayette,
- La Guiche,
- Marcigny,
- Palinges,
- Paray-le-Monial,
- Saint-Bonnet-de-Joux,
- Semur-en-Brionnais,
- Toulon-sur-Arroux.